# Рута 66
Рута УС 66 (U.S. Route 66, U.S. Highway 66, познат и као Вил Рогерс Хајгхвеј, „Главна улица Америке“, „Мајка путева“ или „Пут путева“) – један од првих аутопутеви у америчком нумерисаном систему аутопутева. Аутопут 66 отворен је 11. новембра 1926. године. Међутим, путоказа није било до 1927. године, а пут је потпуно асфалтиран до 1936. године. Аутопут је првобитно почео у Чикагу, Илиноис, пролазећи кроз Мисури, Канзас, Оклахому, Тексас, Нови Мексико, Аризону, и завршавао у Лос Анђелесу, Калифорнија, покривајући укупно 3.940 km (2.450 mi). У популарној култури постао је познат 50-их и 60-их година 20. века захваљујући популарним песмама које су постале хитови, као и телевизијским серијама.
Аутопут 66 је претрпео многе промене, укључујући промене деоница пута и укупне дужине аутопута. Већина поправки имала је за циљ убрзање саобраћаја, побољшање безбедности и стварање обилазница око већих градова. Једна таква промена померила је западни крај аутопута од центра Лос Анђелеса западније до Санта Монике.
Године 1985. аутопут је уклоњен из Система аутопутева Сједињених Држава због чињенице да је већи део руте био дуплиран модернијим и брзим међудржавним аутопутевима. Бројне државе су задржале пут као историјски пут 66, а неке државе су га рекласификовале као државни аутопут.
Године 1990., пут 66 је проглашен за историјско обележје.

## Историја

### У систем аутопутева САД
Остатак оригиналног знака за право пролаза служи као подсетник на прве дане изградње пута. Ово је био део изградње аутопута 1927. године.
Године 1857., поручник Едвард Фицџералд Бил, поморски официр у корпусу геодета америчке војске, добио је задатак да изгради вишенаменски пут који финансира влада дуж 35. паралеле. Његов други задатак је био да тестира изводљивост употребе камила као теретних животиња у југозападној пустињи. Овај пут је постао део пута 66.
Пре него што су државе усвојиле национални систем нумерисаних аутопутева, називе стаза су давале приватне организације.

### Појава и успон руте 66
Број 66 је додељен на линији Чикаго-Лос Анђелес 30. априла 1926. у Спрингфилду, Мисури. Постер за Централ Скуаре Парк посветило је граду Удружење аутопута 66 Мисурија, а трагови "Мајчиног пута" и даље су видљиви у центру Спрингфилда дуж улице Керни, авеније Гленстон, колеџа, улица Ст. Лоуиса и руте 266 у Холтауну, Мисури.
Када се почело говорити о националном систему аутопутева, УС 66 је био први који је уписан у закон 1927. као један од оригиналних америчких аутопутева, иако није био у потпуности асфалтиран до 1939. године. Предузетник Сајрус Ејвери, који се сматра „оцем“ пута 66, одлучно је изјавио да пут треба да има округли број и предложио је број 60 да га идентификује. Контроверзе око овог броја избиле су, углавном због представника Кентакија који су желели да овај број дају аутопуту Вирџинија Бич-Лос Анђелес, и 62 између Чикага и Спрингфилда у Мисурију. Аргументи и контрааргументи су настављени током фебруара, укључујући предлог да се предложени пут кроз Кентаки подели на северни (до Чикага) и јужни (до Њупорт Њуза) аутопут 60. Као резултат тога, аутопут 60 иде између Вирџинија Бича и Спрингфилда, а Чикаго- Лос Анђелес је добио број 62. Ејвери и инжењер аутопута Џон Пејџ су се определили за „66“ јер је сматрао да ће двоцифрен број бити лакши за памћење и пријатнији за изговорити и чути. Ејвери и Пејџ су такође узели у обзир значај овог броја у нумерологији као главног броја који доноси земаљске радости и успеха.
Године 1926., Мисури је издао државну карту аутопута која приказује аутопут као УС 60.

### Промене руте
Аутопут је претрпео значајну реконструкцију на многим деоницама.
Године 1930. деоница пута између Спрингфилда и Источног Сент Луиса померена је даље на исток.
Почетак краја за пут 66 било је потписивање Међудржавног акта 1956. од стране председника Двајта Ајзенхауера, на кога је утицало искуство преласка земље у конвоју 1919. као младог официра америчке војске и његово признање немачког система аутопутева. као неопходна компонента националне безбедности .
Током свог скоро 60-годишњег постојања, рута 66 се стално мењала. Како је развој аутопута постајао сложенији, инжењери су тражили директније руте између градова. Повећан саобраћај довео је до многих великих и мањих престројавања УС 66 током година, посебно у ери после Другог светског рата, када је Илиноис почео да шири аутопут на четири траке преко скоро целе државе од Чикага до реке Мисисипи источно од Сент Лоуис, Мисури, до готово свих градова. Почетком до средине 1950-их, Мисури је такође проширио свој део аутопута на четири траке, заједно са обилазницама. Већина нових деоница са четири траке на путу 66 у обе државе је надограђена на статус аутопута у наредним годинама.